# سربست (گناوه)
سربست، روستایی است از توابع بخش مرکزی شهرستان گناوه استان بوشهر ایران.

## جمعیت
این روستا در دهستان حیات داوود قرار دارد و بر اساس سرشماری سال ۱۳۹۷ آمار  جمعیتی آن ۱۷۶۴نفر (۳۸۳خانوار) می‌باشد.